# Winthemia pandurata
Winthemia pandurata là một loài ruồi trong họ Tachinidae.